# Ayurveda

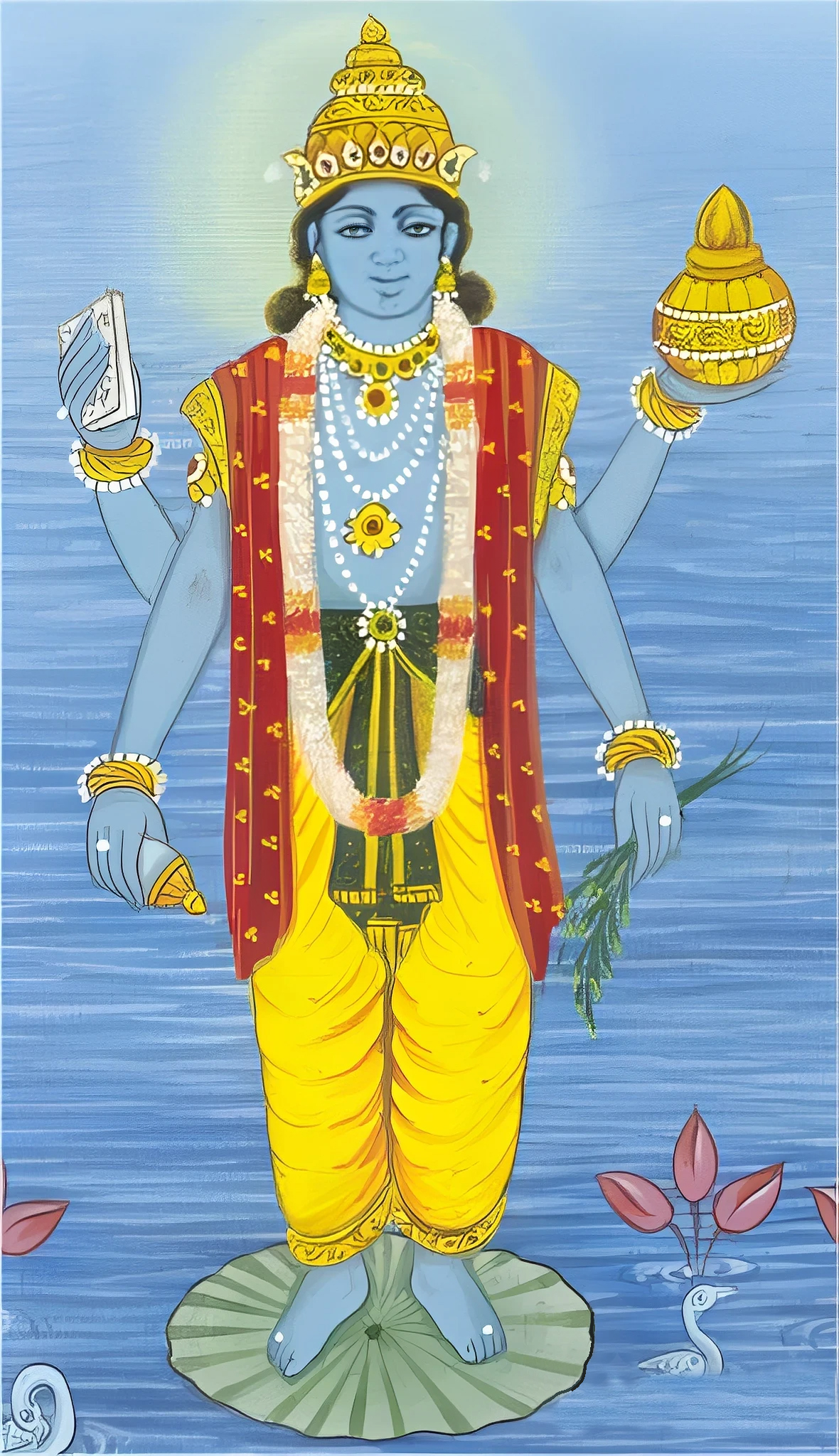
Imagen del médico Dhanwantari, avatar del dios Visnú y como él, representado con cuatro brazos. Los hinduistas creen en el origen divino de la medicina ayurvédica.

Ayurveda (en sánscrito: आयुर्वेद, [ajuɽvedə]) es el nombre de un sistema de medicina tradicional integrativa originario del subcontinente indio. Basado en curas naturales y cambios en el estilo de vida. 
 Medicina alternativa La teoría y la práctica del Ayurveda son pseudocientíficas. La Asociación Médica de la India califica de quackery a los practicantes de ayurveda que dicen practicar la medicina. Según el Consejo General de Colegios Oficiales de Médicos de España las prácticas ayurvédicas carecen de base científica. La ayurveda se practica extensamente en la India y Nepal, donde alrededor del 80% de la población afirma utilizarla.
No hay pruebas fehacientes de que la ayurveda sea eficaz para tratar ninguna enfermedad. Se ha descubierto que los preparados rotulados como ayurvédicos contienen plomo, mercurio y arsénico, sustancias que se sabe que son perjudiciales para el ser humano. En un estudio realizado en 2008, se descubrió que cerca del 21% de los medicamentos supuestamente ayurvédicos de patente fabricados en Estados Unidos y la India que se vendían a través de Internet contenían niveles tóxicos de metales pesados, concretamente plomo, mercurio y arsénico.Se desconocen las consecuencias para la salud pública de estos contaminantes metálicos en la India.

## Nombre sánscrito
- āyurveda, en el sistema AITS (alfabeto internacional de transliteración del sánscrito).[19]
- आयुर्वेद, en escritura devanagari del sánscrito.
- Pronunciación:
  - /áiur vedá/ en sánscrito clásico[20]
  - /áiur véda/ en inglés y español
- Etimología: el término sánscrito aiur-veda es un tat purusha —compuesto de términos—[21] formado por āyuh [áiuj]: ‘duración de la vida’[19] y vedá: ‘verdad, conocimiento’.[20]

## Historia

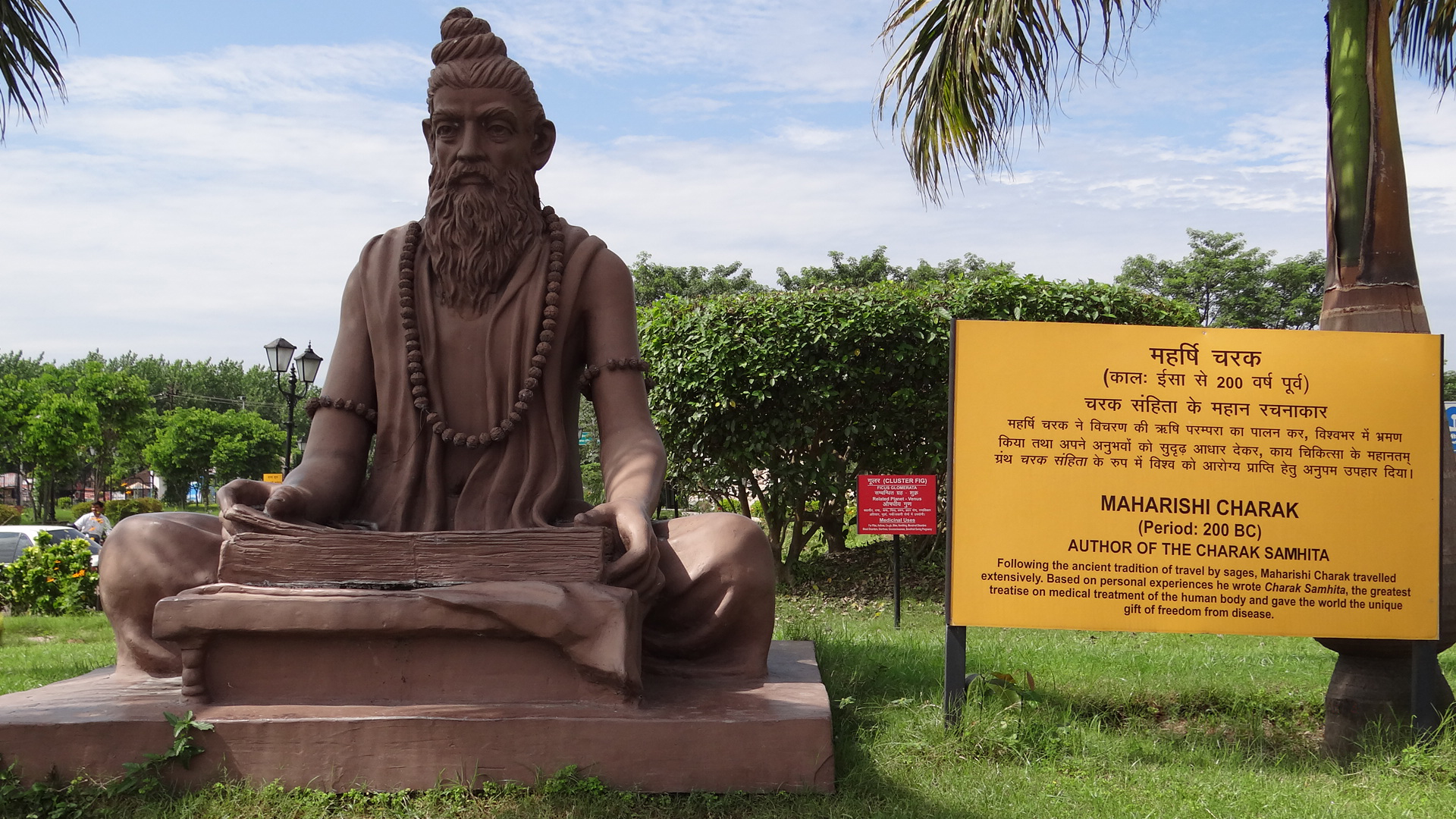
Monumento a Cháraka en el campus de Patanjali Yogpeeth, en Haridwar (India), autor de uno de los textos principales en ayurveda

No se conoce desde cuándo se practica la medicina ayurvédica en el subcontinente índico. En los cuatro Vedas —Rigveda, Samaveda, Yajurveda y Atharvaveda, antiquísimos textos épicos y mitológicos de entre mediados y fines del II milenio a. C.— no se menciona ningún tipo de medicina. En el más reciente, el Atharvaveda, datado a principios del I milenio a. C. se mencionan 14 oraciones para pedir a los dioses que curen las enfermedades.
Los textos ayurvédicos recogen las doctrinas médicas del período posvédico, posterior al siglo VII a. C. Son de autoría diversa, desde uno atribuido al dios Dhanu Antari, el avatar el de la medicina, hasta otros de autores apenas conocidos.
Tres textos antiguos aparecen frecuentemente como las bases de la medicina ayurvédica:
- el Sushruta-samjita, atribuido a Sushruta —entre los siglos V a. C. y III d. C.—, el más antiguo, es una farmacopea y describe 700 plantas medicinales, 64 preparaciones a base de minerales y 57 preparaciones de origen animal.[22]
- el Charaka-samjita, atribuido a Charaka (hacia el siglo II d. C.), durante el reinado del rey Kaniska.
- el Astanga-jridaia-samjita, atribuido a Vagbhata, posiblemente un monje budista que residió en Sindh.[cita requerida] El texto es un compendio de tratamientos médicos descritos tanto por Charaka como por Susruta, por tanto, es posterior a ambos.[cita requerida]

## Base doctrinal de la medicina ayurvédica

Diagrama mostrando los tres humores en ayurveda y los cinco grandes elementos de los cuales están compuestos

La medicina ayurvédica describe los panchamahabhuta o ‘cinco elementos (fundamentales)’:
1. bhumi: ‘tierra’
2. yala: ‘agua’
3. agní: ‘fuego’
4. vaiú: ‘aire’
5. akasha: ‘éter’

### Los tres doshas
Una de las bases de la medicina ayurvédica son los doshas —palabra sánscrita que significa ‘humores’ o ‘aires vitales’—, que en las obras modernas se traduce como ‘temperamentos’ o ‘biotipos’. 
La medicina ayurvédica clasifica tres humores, combinaciones de dos elementos:
- vātta: ‘aire’,  representa la unión del aire y el éter
- pitta:  ‘bilis’,  representa la unión del fuego y el agua
- kapha:‘flema’  representa la unión del agua y la tierra.

En cada persona se presentan los tres doshas, existiendo como predominante uno o dos, aunque en sentido ideal los tres doshas deberían presentarse en igual proporciones en un mismo ser humano. Cada dosha aporta al individuo características físicas y mentales particulares.
El Caraka-samhita define los doshas de la siguiente manera:
Dosha vata
Vata es lo no untuoso, frío, ligero, sutil, movible y áspero.
Las personas que tienen un predominio de este dosha presentan
complexión delgada (les resulta fácil bajar de peso),
estructura ósea reducida,
piel sensible, seca y áspera, de color claro,
cabello seco,
venas muy pronunciadas.
Son ansiosos y tienen trastornos del sistema nervioso.
Por su  localización en el cuerpo humano este dosha se presenta en cinco formas diferentes, también llamados "los cinco vayus" o "las cinco formas de vata", esta/os son: Prana vayu: relacionado con la absorción o ingesta de impresiones; gobierna las más altas funciones cerebrales y tiene un movimiento hacia dentro que impregna la cabeza para descender luego hasta la garganta y el pecho, aun así, actúa como elevador del espíritu. Udana vayu: o ‘aire que mueve hacia arriba’, gobierna la exhalación y el habla; es la culminación de nuestra autoexpresión, de nuestra energía ascendente, de la fuerza para reponerse y continuar —tanto en la vida como en la muerte—. Samana vayu: se centra en el sistema digestivo, su movimiento de contracción permite la asimilación y proporciona energía a los dhatus o tejidos. Vyana vayu: trabaja desde el corazón y gobierna venas y arterias, tiene movimiento de expansión, hacia fuera, hace circular la energía por todo el cuerpo, es el resultado del trabajo de samana vayu. Por último, Apana vayu: situado en la cavidad pélvica gobierna todos los impulsos descendentes de eliminación, micción, menstruación, parto o sexuales. Al contrario que prana, que incluso teniendo un movimiento físico hacia dentro y hacia abajo tiende a acercarnos al elemento éter, apana nos arrastra irremediablemente hacia el elemento tierra.
Dosha pitta
Las personas que tienen un predominio de este dosha presentan
estructura ósea mediana (tienen tanta facilidad para aumentar de peso como para perderlo),
piel sensible, a veces grasosa,
cabello fino de tonos suaves y
venas traslúcidas.
Padecen metabolismo acelerado, problemas gastrointestinales, problemas nerviosos y de tensión.
Dosha kapha
Las personas que tienen un predominio de este dosha presentan
complexión grande (gran tendencia al aumento de peso y a poseer mayor fuerza física),
piel grasosa,
cabello grueso y grasoso, de color oscuro.
Su carácter es predominantemente pacífico y muy calmado.

### Los 24 tattwas (principios cósmicos)
La medicina ayurvédica considera que la realidad está constituida de 24 principios cósmicos o tattuás (los mismos del sistema sankhia):
1) prakriti: naturaleza primaria o primordial.
2) majat: inteligencia cósmica.
3) ajankara: ego.
4) manas: mente.
pañcha tan-matra (‘cinco objetos’):
5) oído
6) tacto
7) vista
8) gusto
9) olfato
pañcha gñana-indríia (‘cinco órganos de conocimiento’): órganos de los sentidos (receptivos):
10) oídos
11) piel
12) ojos
13) lengua
14) nariz.
pañcha karma-indríia (‘cinco órganos de acción’):
15) boca
16) manos
17) pies
18) pene
19) ano
pañcha maja-bhuta (‘cinco grandes elementos’):
20) tierra
21) agua
22) fuego
23) aire
24) éter.
La medicina áiurveda comprende ocho ramas o especialidades:
- kaia chikitsa (medicina del cuerpo).
- shalia chikitsa (extracción de astillas).
- shalakia chikitsa o shalakia tantra (limpieza del ojo con una púa de puercoespín).
- urdhwanga chikitsa (medicina de la parte superior del cuerpo, del cuello hacia arriba).
- kaumara bhritia (cuidado del bebé; debido a la mortalidad infantil típica de la época del áiurveda, en la India hasta la actualidad a los bebés menores de dos años se les dice ku-mara, ‘muere-fácil’).
- bhuta vidiá (‘sabiduría sobre el espíritu’, psicología).
- agada tantra (antídotos para venenos).
- rasaiana (elíxires de la juventud).
- vayi karana (‘causa de fuerza’, alimentos afrodisíacos).

Además del aprendizaje de estas disciplinas, el Áiur vedá exigía el conocimiento de diez artes indispensables para la preparación y aplicación de las medicinas, a saber:
- destilación
- habilidades operativas
- cocina
- horticultura
- metalurgia
- manufactura del azúcar
- farmacia
- análisis y separación de minerales
- composición de metales
- preparación de álcalis.

Al finalizar la iniciación, el gurú se dirigía en tono solemne a sus estudiantes para encaminarlos hacia una vida de castidad, honestidad y vegetarianismo.
Se esperaba del estudiante que se dedicara en cuerpo y alma a los enfermos; que no traicionara ningún paciente envenenándolo en beneficio propio; que se vistiera de manera modesta y que evitara darse a la bebida; que tuviera autocontrol y que moderara sus palabras; que constantemente se esforzara en mejorar su conocimiento y sus habilidades técnicas; que fuera amable y modesto en casa del enfermo, prestando máxima dedicación al paciente; que no difundiera datos sobre el enfermo o su familia; y que si no preveía la curación, que se lo guardara para sí mismo si lo contrario pudiere causar daño a los más allegados.
Estos preceptos son parecidos a los del juramento hipocrático.
Se desconoce la duración de la formación de médico.
El médico se formaba gracias a los textos, a la observación directa (prati aksha) y a la inferencia (anumana).[cita requerida]
El conocimiento sigue el patrón cósmico-religioso unificador propio de esta cultura: se describían 360 huesos, como los días del año.
Se trata de conectar e interrelacionar todo, al igual que sucede en la medicina tradicional china.
Y, como en esta ―debido al desconocimiento de la existencia de los elementos químicos―, se creía que todo cuanto existía estaba hecho de solamente cinco elementos (mahá bhutá): tierra, agua, fuego, aire y éter.
Creían también que el cuerpo estaba formado por la combinación de ‘tres humores’ tri doshá (parecidos a los «humores» de la medicina griega):
- vata (‘aire’).
- pittá (‘bilis’), hecho principalmente de fuego (presumiblemente porque la bilis —al ser muy alcalina— genera ardor).
- kapha (‘moco’), constituido principalmente por agua.

Las diferentes combinaciones entre ellos daban lugar a los diferentes fluidos y tejidos del cuerpo humano, y la alteración de su equilibrio natural daba origen a la enfermedad.

## Tratamientos ayurvédicos
La medicina ayurvedica incluye dieta y medicamentos de herboristería y hace hincapié en el uso del cuerpo, la mente y el espíritu en la prevención y el tratamiento de enfermedades.
Es lo que se denomina una medicina mente-cuerpo, cuya premisa es despertar el natural equilibrio del sistema mente-cuerpo para hipotéticamente curarse a sí mismo.

### Plantas medicinales

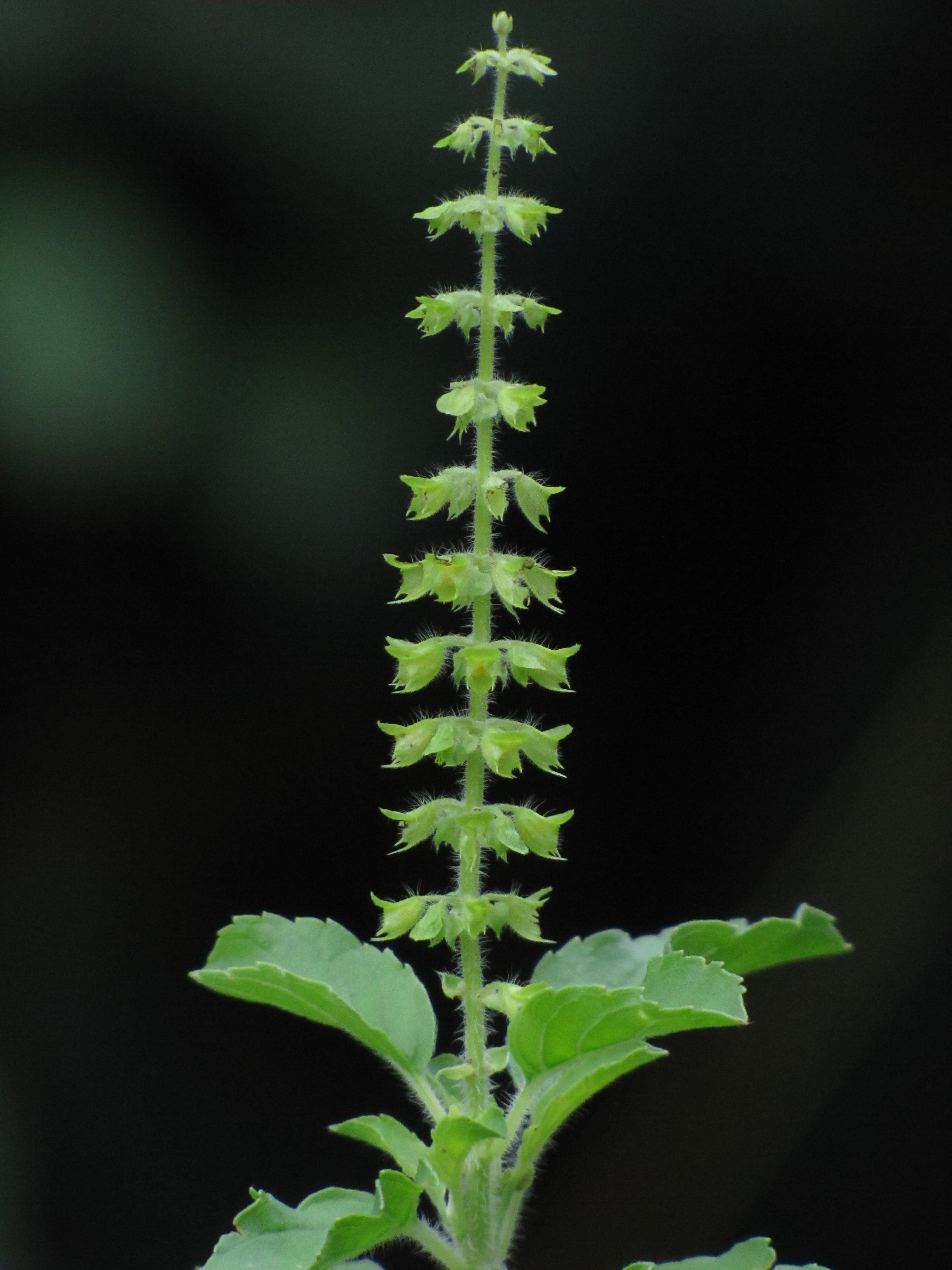
Albahaca morada, una hierba usada en ayurveda

Los remedios, principalmente plantas, se eligen por su capacidad de armonizar el equilibrio entre el paciente y las influencias básicas de la vida, tales como la dieta, el trabajo y la vida familiar.
La medicina ayurvédica describe 2700 plantas medicinales diferentes.[cita requerida]
La farmacopea, publicada por el Ministerio de Salud de la India está contenida en 5 volúmenes, e incluye monografías oficiales de 418 plantas medicinales.

### Masaje abhiangam

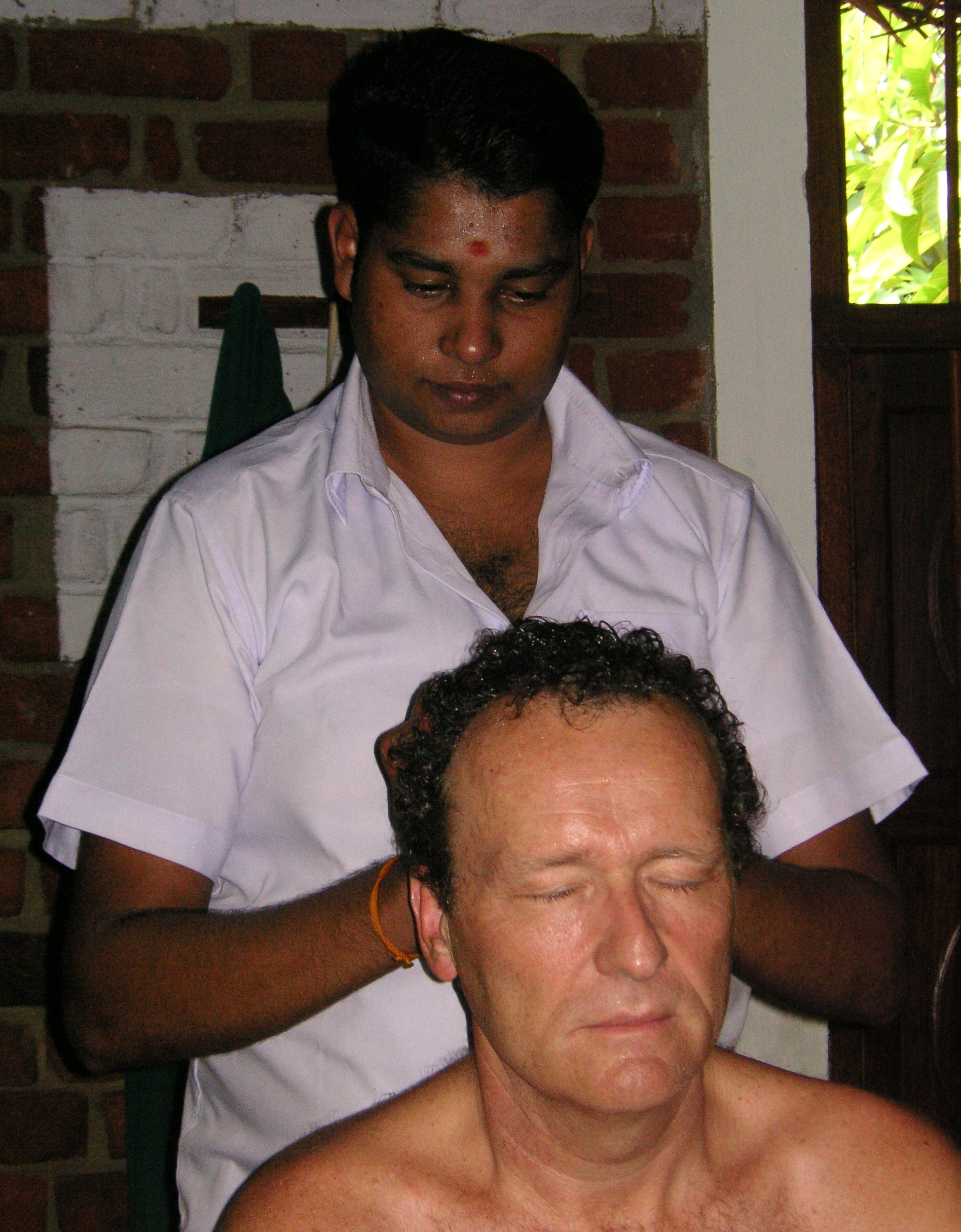
Un profesional de la ayurveda realizando un masaje en la cabeza

Una de sus herramientas fundamentales es el masaje abhiangam, que —en el caso de algunos doshas— se realiza con aceites naturales especialmente prescritos por el médico y, en otros casos, se realiza en seco.
Existen otros sistemas de masaje ayurvédico como la marmaterapia, que se aplica mediante la estimulación de los puntos clave denominados marmas y que requiere una experiencia y conocimientos superior al abhiangam.
Uno de los tratamientos básicos de la medicina ayurvédica es el śirodhara, que consiste en verter sobre la frente una mezcla tibia de aceites y hierbas.

### Pinda-sueda
La medicina ayurvédica utiliza los pinda-sueda (siendo piṇḍa: ‘bola, masa’ y sveda: ‘sudor’), unos tampones de tela rellenos de plantas medicinales de la India y aceites esenciales de grado alimentario con los que el terapeuta puede hacer más intensa la relajación.

## La medicina ayurvédica en la actualidad

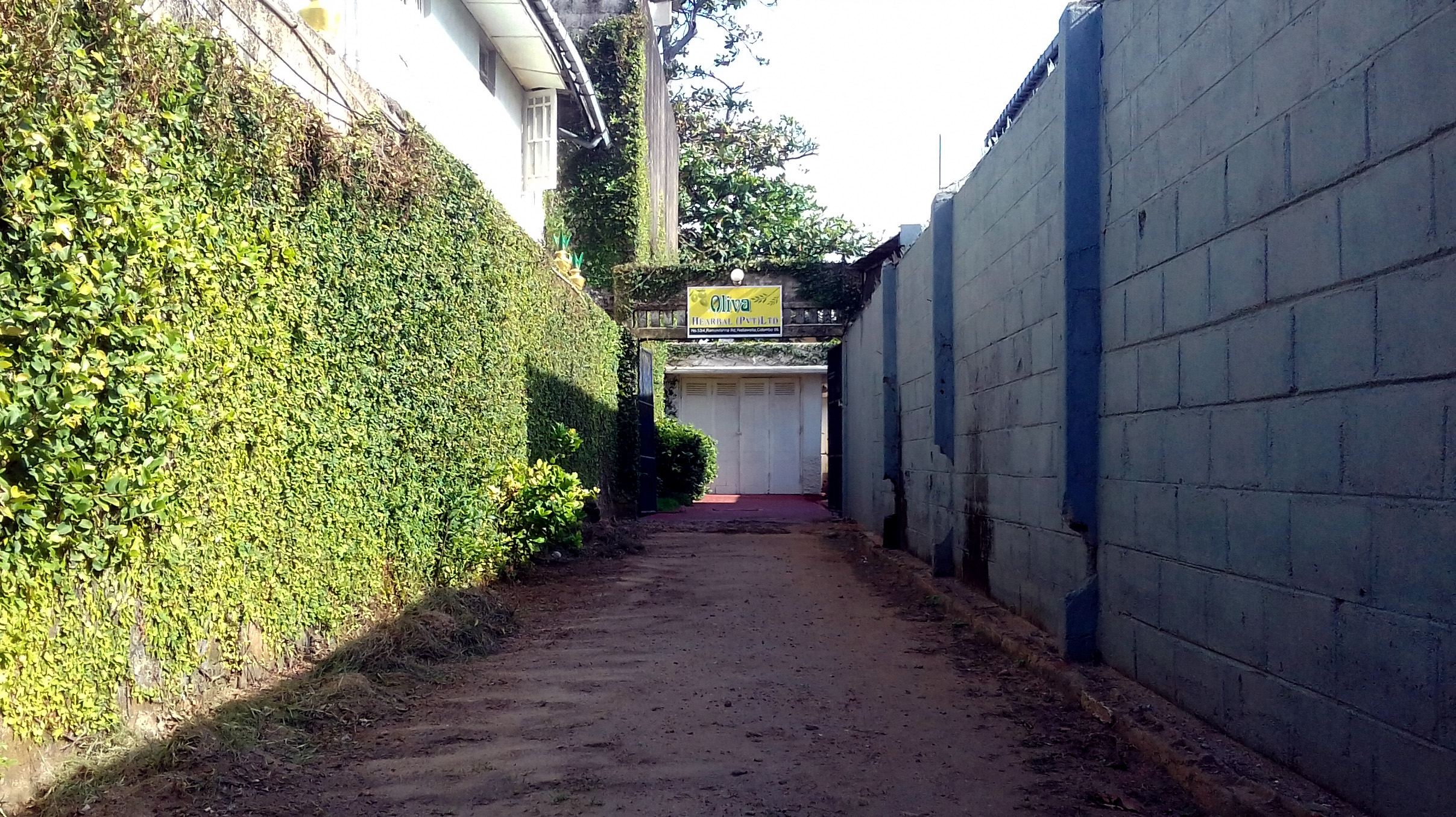
Entrada de un spa de ayurveda en Sri Lanka, donde es frecuente encontrarlos

### En la India

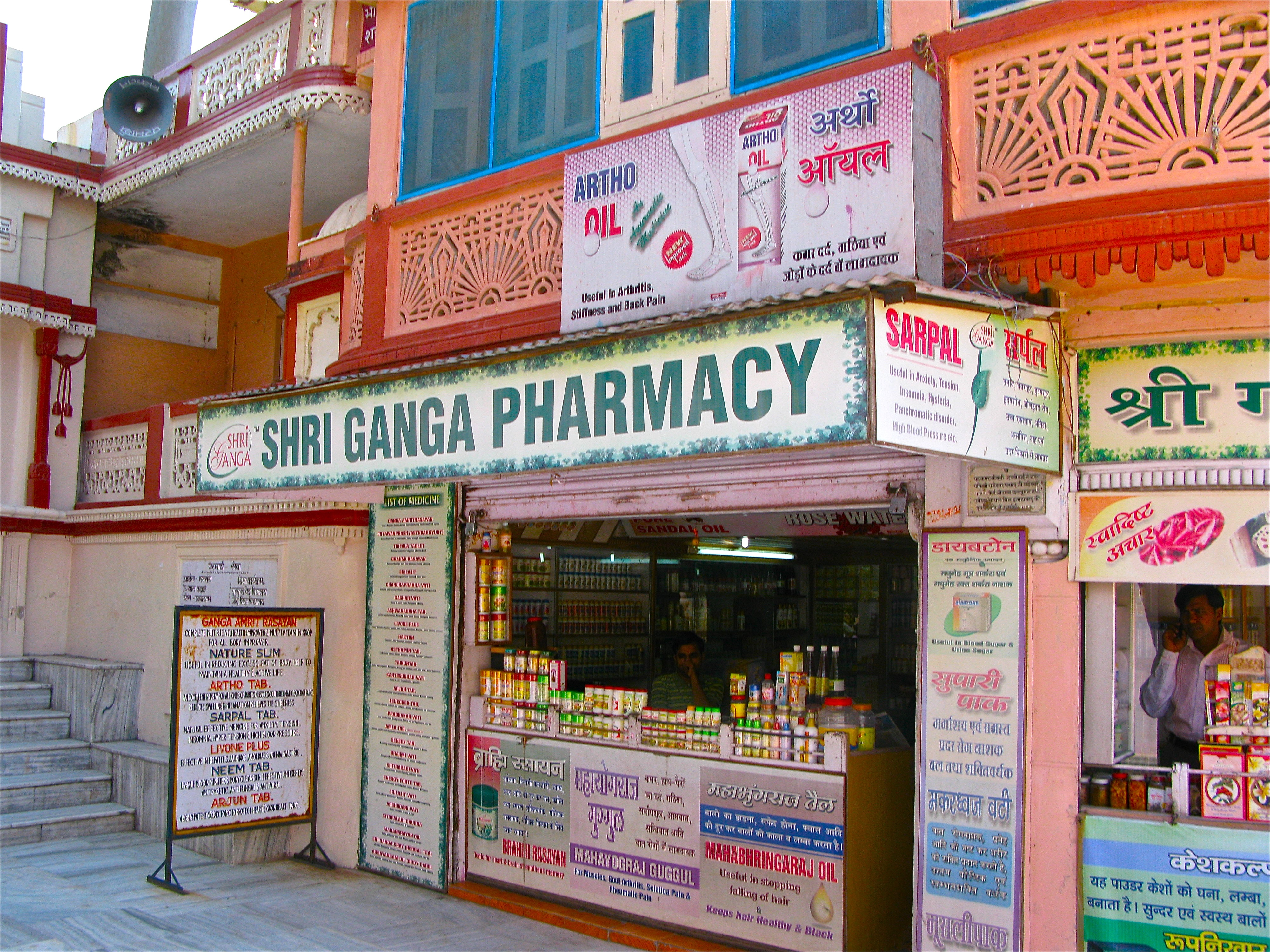
Una farmacia ayurvédica típica, en Rishikesh (India)

El ayurveda es el sistema médico tradicional de la India.
El Gobierno de la India incorpora la medicina ayurvédica en la carrera de pregrado «Bachillerato en Medicina y Cirugía Ayurvédica».
Administrativamente, la medicina ayurvédica está incluida dentro de una de las tres divisiones más importantes del Ministerio de Salud y Bienestar de la Familia, y forma parte del Departamento AYUSH (acrónimo de ayurveda, yoga, unani, siddha y homeopatía).
Para graduarse de médico ayurvédico hay que estudiar durante 5 años y medio. La carrera se estudia en 256 colleges (colegios universitarios), muchos de los cuales dependen de universidades. En el año 2010 se admitieron 13 037 alumnos. Existen 64 instituciones de postgrado donde son admitidos 1110 alumnos cada año, para realizar la especialización en algunas de las 16 ramas del ayurveda. En el último censo ―realizado en el año 2010― había registrados 478 750 profesionales. Hay 2458 hospitales ayurvédicos con una capacidad instalada de 44 820 camas.
Las instituciones ayurvédicas más reconocidas en la India son:
- El Institute of Post Graduate Teaching & Research in Ayurveda (‘instituto de posgrado de docencia e investigación de medicina ayurvédica’) en Yamnagar (estado de Guyarat).
- La Gujarat Ayurved University (‘universidad ayurvédica de Guyarat’) en Yamnagar (estado de Guyarat).
- El National Institute of Ayurveda (‘instituto nacional de medicina ayurvédica’) en Yaipur (estado de Guyarat).

### En Occidente
En los países occidentales ―con la acogida de prácticas orientales tales como el yoga y la meditación― el ayurveda se ha incorporado a la llamada medicina alternativa. Algunas universidades médicas occidentales incluyen cursos, posgrados y especializaciones sobre medicina ayurvédica.
Actualmente hay un interés mayor en la medicina ayurvédica, puesto que sus seguidores creen que da una visión completa de los desequilibrios del ser humano al considerar aspectos de la naturaleza interna y externa del mismo.
No obstante su difusión, generalmente los médicos occidentales la consideran una superstición pseudocientífica.

## Riesgos
Un estudio realizado en Estados Unidos sobre muestras compradas por internet, y otro realizado en la India, concluían que hasta 20 % de los preparados ayurvédicos examinados contenían niveles tóxicos de metales pesados como plomo, mercurio o arsénico. Además, estos estudios también alertaban de los inexistentes controles de calidad o el uso de hierbas que contienen otras sustancias nocivas. Aproximadamente la mitad de los compuestos analizados contienen arsénico o mercurio en concentraciones tan potencialmente peligrosas que producirían daños por envenenamiento en tejidos como cerebro, riñón y en los sistemas nervioso y reproductor, principalmente en mujeres embarazadas. Incluso se han descrito frecuentes casos de hepatoxicidad por el uso de los más variados —y en principio inocuos— productos de herbolario utilizados de forma rutinaria en la Ayurveda y en la medicina tradicional china.

## Eficacia
Se está realizando un considerable número de experimentos para determinar si ciertas plantas utilizadas en los tratamientos ayurvédicos son efectivas para tratar algunas enfermedades. Lamentablemente, gran parte de los estudios que se están llevando a cabo carecen del rigor necesario para extraer conclusiones fiables (por ejemplo, los experimentos sufren problemas con la aleatorización, reducido tamaño de la muestra o controles inadecuados).
Aun así, los resultados obtenidos en algunos experimentos sugieren que ciertas plantas usadas en la ayurveda tienen principios activos que pueden resultar terapéuticos para algunas enfermedades concretas. De hecho, los principios activos que demuestren ser eficaces pueden constituir la base del desarrollo de futuros medicamentos farmacéuticos, como ha sucedido con una gran parte de los medicamentos disponibles actualmente.
No obstante, a pesar del entusiasmo de muchas personas que promueven el uso de la ayurveda, no se ha conseguido demostrar mediante experimentos rigurosos que sea efectiva en general y de forma significativa como sistema de tratamiento de enfermedades. En concreto, se han realizado experimentos específicos cuyos resultados indican que los tratamientos ayurvédicos no son efectivos, por ejemplo, para tratar enfermedades cardiovasculares o hipertensión.
El centro de investigación Cancer Research UK afirma que no hay evidencia de que la ayurveda ayude a tratar el cáncer, y además, algunos preparados ayurvédicos contienen sustancias tóxicas o que interactúan de forma perjudicial con los medicamentos probados contra el cáncer.
Una de las principales críticas que recibe la ayurveda es que parte de premisas que no están probadas científicamente, confundiendo conceptos metafísicos con la realidad.